# Acroporium prionophylax
Acroporium prionophylax är en bladmossart som beskrevs av William Russell Buck 1993. Acroporium prionophylax ingår i släktet Acroporium och familjen Sematophyllaceae. Inga underarter finns listade i Catalogue of Life.